# Albin Novšak
Albin Novšak (* 9. Februar 1915 in Gorenja vas; † 29. Januar 1992 in Ljubljana) war ein jugoslawischer Skispringer.

## Werdegang
Albin Novšak nahm an den Olympischen Winterspielen 1936 in Garmisch-Partenkirchen teil. Mit Weiten von 54 und 58,5 Metern wurde er 41. Platz von der Normalschanze.